# Marmeleira (Mortágua)
Marmeleira é uma povoação portuguesa sede da Freguesia de Marmeleira do Município de Mortágua, freguesia com 16,52 km² de área e 489 habitantes (censo de 2021), tendo, por isso, uma densidade populacional de 29,6 hab./km².

## Demografia
A população registada nos censos foi:
| Distribuição da População por Grupos Etários | Distribuição da População por Grupos Etários | Distribuição da População por Grupos Etários | Distribuição da População por Grupos Etários | Distribuição da População por Grupos Etários |
| -------------------------------------------- | -------------------------------------------- | -------------------------------------------- | -------------------------------------------- | -------------------------------------------- |
| Ano                                          | 0-14 Anos                                    | 15-24 Anos                                   | 25-64 Anos                                   | > 65 Anos                                    |
| 2001                                         | 54                                           | 71                                           | 290                                          | 118                                          |
| 2011                                         | 46                                           | 41                                           | 238                                          | 178                                          |
| 2021                                         | 44                                           | 30                                           | 195                                          | 220                                          |

## Património
- Irmandade de Nossa Senhora do Carmo
- Capela de São João da Carrapatosa

## Localidades
- Caparrosa
- Caparrosinha
- Ferradosa
- Lourinha de Baixo
- Marmeleira
- Pinheiro
- Vale de Borregão